# Videm, Dol pri Ljubljani
Videm este o localitate din comuna Dol pri Ljubljani, Slovenia, cu o populație de 456 de locuitori.